# Пондер (Техас)
Пондер (англ. Ponder) — місто (англ. town) в США, в окрузі Дентон штату Техас. Населення — 2442 особи (2020).

## Географія
Пондер розташований за координатами 33°10′18″ пн. ш. 97°17′47″ зх. д. / 33.17167° пн. ш. 97.29639° зх. д. (33.171716, -97.296467).  За даними Бюро перепису населення США в 2010 році місто мало площу 8,28 км², з яких 8,27 км² — суходіл та 0,01 км² — водойми.

## Демографія
Згідно з переписом 2010 року, у місті мешкало 1395 осіб у 462 домогосподарствах у складі 375 родин. Густота населення становила 168 осіб/км².  Було 481 помешкання (58/км²).
Расовий склад населення:
| - 91,4 % — білих - 3,1 % — чорних або афроамериканців - 0,4 % — корінних американців - 0,4 % — азіатів - 2,4 % — осіб інших рас |

До двох чи більше рас належало 2,3 %. Частка іспаномовних становила 12,5 % від усіх жителів.
За віковим діапазоном населення розподілялося таким чином: 31,8 % — особи молодші 18 років, 61,7 % — особи у віці 18—64 років, 6,5 % — особи у віці 65 років та старші. Медіана віку мешканця становила 31,8 року. На 100 осіб жіночої статі у місті припадало 97,0 чоловіків;  на 100 жінок у віці від 18 років та старших — 97,3 чоловіків також старших 18 років.
Середній дохід на одне домашнє господарство  становив 91 095 доларів США (медіана — 87 258), а середній дохід на одну сім'ю — 99 073 долари (медіана — 88 098). Медіана доходів становила 60 313 долари для чоловіків та 44 306 доларів для жінок. За межею бідності перебувало 3,4 % осіб, у тому числі 0,8 % дітей у віці до 18 років та 14,9 % осіб у віці 65 років та старших.
Цивільне працевлаштоване населення становило 711 осіб. Основні галузі зайнятості: освіта, охорона здоров'я та соціальна допомога — 19,4 %, виробництво — 12,2 %, транспорт — 10,5 %, роздрібна торгівля — 9,6 %.